# Callens Pompen
Callens Pompen is een Belgisch bedrijf dat sinds 1912 zuigerpompen ontwerpt en bouwt.
De eerste pompen werden gemaakt voor gezinnen, bedrijven en boerderijen die in eigen watervoorziening moesten voorzien. Later specialiseerde het bedrijf zich in grotere pompen voor grondwaterverlaging.
Het bedrijf was gevestigd in de Dendermondsesteenweg in Destelbergen.
In 1998 ging het bedrijf failliet en werd overgenomen door Anglo Belgian Corporation. Vanaf dan vond de productie plaats in de gebouwen van ABC, maar de beschikbare ruimte daar was erg krap. 
In 2009 werd Gentse Metaalwerken ook onderdeel van ABC en kwamen de activiteiten van Callens in hun vestiging in Dok Noord.